# Philippe Sands
Philippe Joseph Sands, KC Hon FBA (London, 1960. október 17. –) brit és francia író és ügyvéd a King's Bench Walk 11, valamint a University College London jogászprofesszora és a Nemzetközi Bíróságok és Törvényszékek Központjának igazgatója. A nemzetközi jog szakértőjeként tanácsadóként és ügyvédként számos nemzetközi bíróság és törvényszék előtt jár el, többek között a Nemzetközi Bíróság, a Nemzetközi Tengerjogi Törvényszék, az Európai Bíróság, az Emberi Jogok Európai Bírósága és a Nemzetközi Büntetőbíróság előtt.
Sands a Beruházási Viták Rendezésének Nemzetközi Központja (ICSID) és a Sport Választottbíróság (CAS) választottbírói testületének tagja.
Tizenhét nemzetközi jogi könyv szerzője, köztük a Lawless World (2005) és a Torture Team (2008). East West Street című könyve a népirtás és az emberiség elleni bűncselekmények eredetéről (2016) számos díjat kapott, köztük a 2016-os Baillie Gifford Prize for Non-Fiction díjat, és 24 nyelvre fordították le. Legutóbbi könyvei: The Ratline: Egy szökevény náci szenvedélyes élete és titokzatos halála (2020) Otto Wächterről és a The Last Colony: Történet a száműzetésről, az igazságszolgáltatásról és Nagy-Britannia gyarmati örökségéről (2022) a Chagos-szigetekről.
Sands 2018 februárjától 2023 áprilisáig az English PEN elnöke volt.

## Fiatalkora
Sands 1960. október 17-én született Londonban zsidó szülők gyermekeként. A londoni Hampsteadben lévő University College School iskolában tanult, majd a cambridge-i Corpus Christi College-ban jogot hallgatott. 1982-ben BA diplomát szerzett, majd egy évvel később első osztályú kitüntetést ért el az LLM képzésen. Miután befejezte posztgraduális tanulmányait Cambridge-ben, Sands egy évet töltött a Harvard Law School vendégkutatójaként.

## Akadémiai karrier
1984 és 1988 között Sands a cambridge-i St Catharine's College és a Cambridge-i Egyetem Nemzetközi Jogi Kutatóközpontjának (ma Lauterpacht Nemzetközi Jogi Központ) kutatója volt. Emellett a King's College Londonban (1988-1993) és a SOAS-ban (1993-2001) is betöltött tudományos pozíciókat. A New York Egyetem jogi karának globális jogászprofesszora volt (1993-2003), és vendégprofesszori állást töltött be a Párizs I. (Sorbonne), a Melbourne-i Egyetem, a Diplomás Nemzetközi és Fejlesztési Tanulmányok Intézete, az Indianai Egyetem, a Torontói Egyetem, a Boston College jogi kara és a Lembergi Egyetem mellett.
2019-ben kinevezték a Harvard Law School Samuel és Judith Pisar vendégprofesszorává.
Társalapítója volt a Centre for International Environmental Law (1989) és a Project on International Courts and Tribunals (1997) szervezeteknek.

## Jogi karrier
Sands 1985-ben lett az angliai és walesi ügyvédi kamara tagja. 2000-ben alapító tagja volt a Matrix Chambersnek, 2003-ban pedig kinevezték Queen's Counselnek. 2009-ben Sandset a Middle Temple bencherének választották. 2022. október 1-jén csatlakozott a 11 King's Bench Walk hoz.

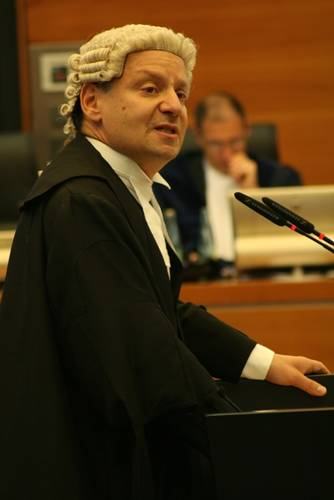
Sands professzor per közben a hamburgi Nemzetközi Tengerjogi Törvényszéken

Sands tanácsadóként és ügyvédként olyan ügyekben járt el, amelyek a tárgykörök széles skáláját ölelik fel, többek között:
- tengeri határviták (a Karib-tengeren, az Atlanti-óceánon és a Csendes-óceánon);
- természeti erőforrásokkal, szennyezéssel és környezeti értékeléssel kapcsolatos követelések;
- nemzetközi kereskedelmi viták;
- a hivatalban lévő és volt államfők nemzeti és nemzetközi bíróságok joghatósága alóli mentességével kapcsolatos kérdések;
- az ENSZ tengerjogi egyezménye szerinti követelések;
- erőszak alkalmazásával, kínzással, népirtással, önrendelkezéssel és az emberi jogok egyéb megsértésével kapcsolatos követelések;
- a nemzetközi büntetőjog megsértésével kapcsolatos követelések.

Sands több mint két tucat ügyben járt el ügyvédként a Nemzetközi Bíróságon, többek között a nukleáris fegyverekkel kapcsolatos tanácsadói véleményben (a Salamon-szigetek ügyvédje); a Grúzia vs. Oroszország jogvita (Grúzia ügyvédje); bálnavadászat az Antarktiszon (Ausztrália ügyvédje); a Chagos-szigetcsoport Mauritiustól való 1965-ös elszakításának jogi következményei; és a népirtás bűntettének megelőzéséről és megbüntetéséről szóló népirtási egyezmény alkalmazása (Gambia ügyvédje). Államközi választottbírósági ügyekben is megbízást kapott, többek között a Chagos tengeri védett területre vonatkozó választottbírósági eljárásban (Mauritius ügyvédje), valamint a Fülöp-szigetek és Kína közötti, a Dél-kínai-tengeren a tengeri joghatósággal kapcsolatos vitában (a Fülöp-szigetek ügyvédje).
Mielőtt elfogadta az ICSID választottbírói kinevezést (2007-óta), Sands járt el tanácsadóként ICSID és más befektetési ügyekben (beleértve Tradex, Waste Management és Vivendi). Sands jelenleg beruházási vitákban és sportvitákban (CAS) jár el választottbíróként.
2005-ben Sands Lawless World című könyve katalizálta a 2003-as iraki háború jogszerűségéről szóló jogi és nyilvános vitát az Egyesült Királyságban. A könyv számos témával foglalkozik, többek között a londoni Pinochet-perrel, a Nemzetközi Büntetőbíróság létrehozásával, a terrorizmus elleni háborúval és a guantánamói fogolytábor létrehozásával. A Lawless World második kiadásában (2006) Sands felfedte, hogy az akkori brit miniszterelnök, Tony Blair azt mondta George W. Bush elnöknek, hogy támogatni fogja az Egyesült Államok Irak lerohanására vonatkozó terveit, mielőtt jogi tanácsot kért volna az invázió jogszerűségéről. Sands leleplezett egy 2003. január 31-én kelt memorandumot, amely egy Blair és Bush közötti kétórás találkozót írt le, amelynek során Bush megvitatta annak lehetőségét, hogy Szaddám Huszein erőit arra csábítsák, hogy lelőjenek egy Lockheed U-2 felderítő repülőgépet, ami miatt Irak megsértette volna az ENSZ Biztonsági Tanácsának határozatait.
A feljegyzésből kiderült, hogy Blair azt mondta Bushnak, hogy támogatni fogja az USA hadba lépési terveit az ENSZ Biztonsági Tanácsának második határozata hiányában, ami nyilvánvalóan ellentmond Blairnek a brit parlamentben nem sokkal később, 2003. február 25-én adott biztosítékának. Sands fenntartotta azt az álláspontját, hogy a nemzetközi jogban nem volt alapja az iraki katonai akciónak.
Sands 2008-as könyve, a Torture Team: Rumsfeld's Memo and the Betrayal of American Values részletesen bemutatja a Bush-kormányzat vezető jogászainak szerepét a kínzások engedélyezésében (beleértve az úgynevezett "fokozott kihallgatási technikákat" a Guantánamo-öbölben). A Torture Team című könyvével kapcsolatos munkája eredményeként Sands meghívást kapott, hogy szóbeli és írásbeli tanúvallomást tegyen az Egyesült Királyság és Hollandia parlamentje, valamint az Egyesült Államok képviselőháza és szenátusa előtt:
- UK House of Commons Select Committee on Foreign Affairs (2004. június 1.)[32]
- Az Egyesült Királyság alsóházának külügyi bizottsága (2006. április)[33]
- Az Egyesült Államok képviselőházának igazságügyi bizottsága (2008. május 6.)[34]
- Az Egyesült Államok Szenátusának igazságügyi bizottsága (2008. június 19.)[35]
- Holland parlamenti vizsgálat: Davids-bizottság (2009. szeptember)[36]

2009-ben Jane Mayer a The New Yorkerben beszámolt Sands reakciójáról arra a hírre, hogy Baltazar Garzon spanyol jogászhoz beadványok érkeztek, amelyekben azt kérik, hogy hat korábbi Bush-tisztviselőt vádoljanak háborús bűnökkel.
2010 és 2012 között Sands az Egyesült Királyság emberi jogi törvényjavaslattal foglalkozó kormánybizottságának biztosaként tevékenykedett. A bizottság jelentését 2012 decemberében tették közzé. Sands és Kennedy bárónő nem értett egyet a többséggel, és különvéleményük ("In Defence of Rights") a London Review of Booksban jelent meg.
Sands és Kennedy aggodalmának adott hangot amiatt, hogy a javasolt brit jogokról szóló törvényjavaslat támogatását az a vágy motiválta, hogy az Egyesült Királyság lépjen ki az Emberi Jogok Európai Egyezményéből. A The Guardian 2015 májusában megjelent írásában Sands azzal érvelt, hogy a brit Bill of Rights tervei egyes embereknek az Egyesült Királyságban több jogot hagynának, mint másoknak, és ez "nem lenne összhangban az alapvető emberi jogok fogalmával, amelyben minden embernek alapvető minimális jogai vannak".
2015. szeptember 17-én Sands nyilvános előadást tartott az Egyesült Királyság Legfelsőbb Bíróságán "Az éghajlatváltozás és a jogállamiság: A jövő megítélése a nemzetközi jogban". Úgy vélte, hogy egy nemzetközi bírói testület, például a Nemzetközi Bíróság döntése segíthetne az éghajlatváltozással kapcsolatos tudományos viták rendezésében, és tekintélyt parancsoló és jogilag döntő lenne.
2015 decemberében Sands (és két kollégája a Matrix Chambersnél) jogi szakvéleményt készített az Amnesty International, az Oxfam és a Saferworld számára a Szaúd-Arábiának történő brit fegyvereladások jogszerűségéről. A vélemény arra a következtetésre jutott, hogy az Egyesült Királyság kormánya a fegyverek Szaúd-Arábiának történő átadásának engedélyezésével megsértette a fegyverkereskedelmi szerződésből, az Európai Unió fegyverkivitelre vonatkozó közös álláspontjából és az Egyesült Királyság fegyverkivitelre vonatkozó egységesített kritériumaiból eredő kötelezettségeit.
2018. április 16-án Sands társszerzőként írt egy cikket a The Timesban, amelyben azt állítja, hogy az Egyesült Királyságnak nem volt megalapozott jogalapja a 2018-as Szíria elleni rakétacsapásokhoz.
2020 novemberében egy nemzetközi jogászokból álló testület Sands és Florence Mumba, zambiai bírónő elnökletével megkezdte egy olyan törvényjavaslat kidolgozását, amely kriminalizálja az ökocídiumot, azaz az ökoszisztémák elpusztítását.

## Írás, színház és film
Sands a Financial Times és a The Guardian munkatársa, valamint a London Review of Books és a Vanity Fair alkalmi munkatársa.
Sands gyakran kommentál nemzetközi jogi kérdéseket, és a BBC műsoraiban, a Sky News, a CNN, az Al-Dzsazíra és az országos rádió- és televízióállomásokon világszerte közreműködik.
Írásos munkái képezték az alapját négy színpadi produkciónak, amelyek a nemzetközi jog nyilvános és történelmi hatását vizsgálják:
- Called to Account, egy színpadi vizsgálat az iraki háború jogi kérdéseiről (a Tricycle Színházban 2007 áprilisában mutatták be);[55]
- A Torture Team (2009-ben a Tricycle Theatre-ben(wd),[56] 2010-ben a Hay Festivalon(wd),[57] 2011-ben pedig a Long Wharf Theatre-ben(wd) mutatták be);[58]
- A Song of Good and Evil (bemutatták a South Bank(wd) Purcell Roomban(wd) 2014. november 29-30-án,[59] a stockholmi Berwaldhallenben(wd) 2015. január 14-én,[60] a német kormány meghívására a Nürnbergi Bíróság 600-as termében a nürnbergi perek nyitónapjának 70. évfordulója alkalmából 2015. november 21-én,[61] és a montaubani Théâtre Olympe de Gouges-ban 2015. november 28-án).[62] Emellett a londoni Kings Place-en(wd)[63], valamint Ausztráliában, Isztambulban, Brüsszelben, Hágában és New Yorkban is előadták.
- The Last Colony (2022-ben az Avignoni Fesztiválon(wd)[64] és az Edinburgh-i Nemzetközi Könyvfesztiválon(wd)[65] mutatták be).

Sands East West Street: On the Origins of Genocide and Crimes against Humanity (Kelet-nyugati utca: A népirtás és az emberiség elleni bűncselekmények eredetéről, 2016) című könyvét húsz nyelvre fordították le. Ez képezte az alapját a My Nazi Legacy: What Our Fathers Did című dokumentumfilmnek. A filmet David Evans rendezte, és 2015 áprilisában mutatták be a Tribeca Filmfesztiválon. 2015. november 6-án mutatták be az Egyesült Államokban, 2015. november 20-án pedig az Egyesült Királyságban.
Sands írta a forgatókönyvet, és a filmben feltűnik két prominens náci tisztviselő fia, Niklas Frank (Hans Frank, a megszállt Lengyelország főkormányzójának fia) és Horst von Wächter (Otto Wächter, a lengyelországi Krakkó és az ukrajnai Galícia kormányzójának fia) mellett. A fiúk és apáik kapcsolatát feltáró dokumentumfilm elnyerte a jeruzsálemi filmfesztiválon a Yad Vashem elnöki díját, és jelölték a legjobb dokumentumfilm kategóriában a stockholmi filmfesztiválon és az Evening Standard British Film Awards-on.
2018-ban Sands írta és bemutatta a BBC Radio 4 Intrigue: The Ratline című dokumentumfilmjét a magas rangú náci Otto Wächter eltűnéséről, vizsgálva azokat a "patkányútvonalakat", amelyeken keresztül elmenekült az igazságszolgáltatás elől. Sands azóta könyvet is kiadott a témában.
2019-ben Sands megjelentette Franz Kafka A per című művének bevezetőjét.
2020-ban kiadta The Ratline: Love, Lies and Justice on the Trail of a Nazi Fugitive című könyvét (Patkányút: Szerelem, hazugságok és igazságszolgáltatás egy náci szökevény nyomában).
2022-ben megjelent The Last Colony: A Tale of Exile, Justice and Britain's Colonial Legacy című könyvét a Chagos-szigetekről, ahol "titkos döntés született arról, hogy az USA-nak bázist ajánlanak Diego Garcián ... új gyarmatot (a "Brit Indiai-óceáni Területet") hoznak létre, és deportálják a teljes helyi lakosságot." Ahogy a The Observer összefoglalta: "A chagagosziakat az 1970-es években elűzték az Indiai-óceánon található szigetcsoportjukról, és Nagy-Britannia még mindig nem hajlandó visszaadni azt. Philippe Sands emberi jogi ügyvéd idegesen és pontosan meséli el a botrány szélesebb körű tragédiáját.".
Sands több éven át a Tricycle Theatre igazgatótanácsának tagja volt, 2018 februárjától 2023 áprilisáig pedig az English PEN elnöke (2013 januárja óta volt az igazgatótanács tagja). Tagja a Hay Festival of Arts and Literature igazgatótanácsának, és a Hay-en többek között Julian Assange (2011); Vanessa Redgrave (2011); Keir Starmer (2013); John le Carré (2013); Lord Leveson bíró (2014) és Tippi Hedren (2016) voltak interjúalanyai.

## Magánélete
Sands Észak-Londonban él feleségével és három gyermekével. A The Guardian című lapnak adott 2016-os interjújában azt állította: "Azt akarom, hogy Philippe Sands egyénként kezeljenek, nem pedig Philippe Sands britként, londoniként vagy zsidóként.".

## Bibliográfia

### Általános
- Lawless World|Lawless World: America and the Making and Breaking of Global Rules (2005; Arabic edition in 2007; Farsi edition in 2008; Chinese edition in 2012; Turkish edition forthcoming in 2016)
- Torture Team: Rumsfeld's Memo and the Betrayal of American Values (2008; French edition in 2009)
- East West Street: On the Origins of Genocide and Crimes against Humanity (2016)[89][90][91][92][93][94]
- My Lviv (2016; together with Józef Wittlin's(wd)[95] My Lwów, published as City of Lions)
- The Ratline: Love, Lies and Justice on the Trail of a Nazi Fugitive, London: Weidenfeld and Nicolson(wd), 2020.
- La Filière, 10 podcasts, Radio France(wd), France culture, 2021[96]
- The Last Colony: A Tale of Exile, Justice and Britain's Colonial Legacy, London: Weidenfeld and Nicolson, 2022[11]

### Akadémiai
- Principles of International Environmental Law (with Jacqueline Peel(wd)) (1995, 2003, 2012, 2019)
- International Law and Developing Countries: Essays in Honour of Kamal Hossain(wd) (ed. with Sharif Bhuiyan and Nico Schrijver(wd)) (2014)
- Hersch Lauterpacht, An International Bill of Rights (1945) (ed., with introduction) (2013)
- Selecting International Judges: Principle, Process and Politics (with Kate Malleson, Ruth Mackenzie and Penny Martin) (2010)
- The Manual of International Courts and Tribunals (ed. with Ruth Mackenzie, Cesare Romano, Yuval Shany), (2010)
- Bowett's Law of International Institutions (with Pierre Klein) (2001, 2009)
- Justice for Crimes against Humanity (ed. with Mark Lattimer) (2003)
- From Nuremberg to the Hague (ed.) (2003)
- Vers une transformation du droit international: Institutionnaliser le doute (2000)
- Environmental Law, The Economy and Sustainable Development (ed. with Richard Stewart and Richard Revesz(wd)) (2000)
- The International Court of Justice and Nuclear Weapons (ed. with Laurence Boisson de Chazournes(wd)) (1999)
- Greening International Law (ed.) (1993)
- The Antarctic and the Environment (ed. with Joe Verhoeven(wd) and Maxwell Bruce) (1992)
- Chernobyl: Law and Communication (1988)

### Magyarul
- Patkányút (The Ratline) – Park, Budapest, 2022 · ISBN 9789633557853 · fordította: Orosz Ildikó
- Kelet-nyugati utca (East West Street) – Park, Budapest, 2022 · ISBN 9789633554449 · fordította: Farkas Krisztina

## Díjak és kitüntetések
- 1999: Henri Rolin Medal for contribution to international law
- 2005: Elizabeth Haub Prize for contribution to environmental law
- 2015: Honorary Doctorate in law, University of Lincoln(wd)
- 2016: Baillie Gifford Prize for East West Street[97]
- 2017: Jewish Quarterly-Wingate Prize(wd) for East West Street[98]
- 2017: Honorary Doctorate in Law, University of East Anglia
- 2017: British Book Awards, Non-Fiction Book of the Year
- 2017: Prix du Meilleur Livre Etranger (Sofitel) for East West Street[99]
- 2018: Prix Montaigne for East West Street[100]
- 2018: Prix du Livre Européen(wd) for East West Street
- 2019: Honorary Doctorate, University of Leuven
- 2019: Annetje Fels-Kupferschmidt prize
- 2020: Elected Fellow, Royal Society of Literature(wd)[101]
- 2021: Grand Commander of the Order of the Star and Key of the Indian Ocean (GCSK)(wd)
- 2022: Honorary Doctorate in Law, University of Liège
- 2022: Honorary Doctorate in Theology, University of Lund[102]
- 2022: Honorary Doctorate in Law, University Jean Moulin Lyon 3
- 2022: Academic Honoris Causa, Carta Academica
- 2023: Prix de la Contre-Allée for The Last Colony[11]
- 2023: Elected Honorary Fellow of the British Academy

## Fordítás
- Ez a szócikk részben vagy egészben  a   Philippe Sands című angol Wikipédia-szócikk fordításán alapul.  Az eredeti cikk szerkesztőit annak laptörténete sorolja fel. Ez a jelzés csupán a megfogalmazás eredetét és a szerzői jogokat jelzi, nem szolgál a cikkben szereplő információk forrásmegjelöléseként.